# Laurel Marsden
Laurel Marsden (Atlanta, 4 ottobre 2001) è un'attrice statunitense.

## Filmografia

### Cinema
- Contempt, regia di Cole Daniel Hills – cortometraggio (2019)
- L'esorcista del papa (The Pope's Exorcist), regia di Julius Avery (2023)
- All Fun and Games, regia di Ari Costa e Eren Celeboglu (2023)

### Televisione
- Survive – serie TV, episodi 1x01-1x02 (2020)
- Ms. Marvel – miniserie TV, episodi 1x01-1x02-1x06 (2022)

## Doppiatrici italiane
Nelle versioni in italiano delle opere in cui ha recitato, Laurel Marsden è stata doppiata da:
- Margherita De Risi in Ms. Marvel
- Ginevra Pucci ne L'esorcista del papa